# Namyangju
Namyangju (Hán Việt: Nam Dương Châu) là thành phố thuộc tỉnh Gyeonggi, Hàn Quốc. Thành phố có diện tích 458,03 km2, dân số là hơn 660.000 người (năm 2016). Phía đông là huyện Gapyeong, phía tây là thành phố Guri, phía bắc là thành phố Pocheon. Thành phố có khu trường sở của một trường đại học và một trường cao đẳng.

## Thành phố kết nghĩa
- Dartford, Kent, United Kingdom
- Changzhou, Giang Tô, China
- Ulaanbaatar, Mongolia
- Gangjin County, South Jeolla
- Yeongwol, Gangwon
- Vinh, Việt Nam

## Các đơn vị hành chính
Thành phố được chia thành 6 eup, 4 myeon, 6 dong (phường)